# Carbonia Calcio
Carbonia Calcio (wł. Associazione Sportiva Dilettanti Carbonia Calcio) – włoski klub piłkarski, mający siedzibę w mieście Carbonia, na Sardynii, grający od sezonu 2020/21 w rozgrywkach Serie D.

## Historia
Chronologia nazw:
- 1939: Dopolavoro Carbonia
- 1942: Gruppo Sportivo Carbonia
- 1948: Gruppo Sportivo Carbosarda
- 1960: Associazione Calcio Carbonia
- 1970: Polisportiva Carbonia
- 1984: Carbonia Calcio S.p.A.
- 1990: klub rozwiązano
- 1990: Associazione Calcio Carbonia
- 2005: Associazione Sportiva Dilettanti Carbonia Calcio

Klub sportowy Dopolavoro Carbonia został założony w miejscowości Carbonia w maju 1939 roku z inicjatywy niektórych pracowników miejskich kopalń. W sezonie 1939/40 debiutował w rozgrywkach Prima Divisione Sardegna (D4). W 1942 klub zmienił nazwę na GS Carbonia, ale przed rozpoczęciem sezonu 1942/43 zrezygnował z dalszych rozgrywek i zawiesił działalność.
Po zakończeniu II wojny światowej, klub wznowił działalność w 1945 roku i został zakwalifikowany do Prima Divisione Sardegna. W 1947 awansował do Serie C. W 1948 roku klub przyjął nazwę GS Carbosarda. W 1952 roku w wyniku kolejnej reorganizacji systemu lig zespół został zdegradowany do IV Serie (D5), a rok później wrócił do Serie C. W 1960 spadł do Serie D, po czym zmienił nazwę na AC Carbonia. W 1962 spadł na rok do Prima Categoria Sardegna. W 1969 roku klub został zdegradowany do Promozione Sardegna. W 1970 zmienił nazwę na Polisportiva Carbonia. W 1978 wrócił do Serie D. Przed rozpoczęciem sezonu 1978/79 Serie C została podzielona na dwie dywizje: Serie C1 i Serie C2, wskutek czego poziom Serie D został obniżony do piątego stopnia. W 1982 klub awansował do Serie C2, a w 1984 zmienił nazwę na Carbonia Calcio S.p.A.  W 1988 spadł do Campionato Interregionale. W 1990 roku klub ogłosił bankructwo. 
Latem 1990 powstał nowy klub o nazwie AC Carbonia, który rozpoczął występy od regionalnych mistrzostw Terza Categoria Sardegna (D10). W 1991 zespół zdobył awans do Seconda Categoria Sardegna, ale potem wykupił tytuł sportowy od Sguotti Carbonia i w sezonie 1991/92 startował w rozgrywkach Promozione Sardegna (D7). W 1992 awansował do Eccellenza Sardegna. W 1997 spadł do Promozione Sardegna, a w 2001 do Prima Categoria Sardegna. W 2004 wrócił do Promozione Sardegna, a w 2005 klub zmienił nazwę na ASD Carbonia Calcio. W 2008 otrzymał promocję do Eccellenza Sardegna, a w 2013 spadł ponownie do Promozione Sardegna. Przed rozpoczęciem sezonu 2014/15 wprowadzono reformę systemy lig, wskutek czego Promozione awansowała na szósty poziom. Latem 2019 klub połączył się z USD Samassi, występującym w Eccellenza Sardegna, dzięki czemu klub awansował o klasę wyżej. W sezonie 2019/20 zwyciężył w Eccellenza Sardegna i został promowany do Serie D.

## Barwy klubowe, strój
|  |  |

Klub ma barwy biało-niebieskie. Zawodnicy domowe spotkania zazwyczaj grają w niebieskich koszulkach, niebieskich spodenkach oraz niebieskich getrach.

## Sukcesy

### Trofea międzynarodowe
Nie uczestniczył w rozgrywkach europejskich (stan na 31-05-2020).

### Trofea krajowe
| \| \| Zdobyte trofea w rozgrywkach Włoch (stan na: 31-08-2020) \| |                                                          |      |          |
| Rozgrywki                                                         | Osiągnięcie                                              | Razy | Sezon(y) |
| · Mistrzostwo                                                     | I miejsce                                                | 0    |          |
| · Mistrzostwo                                                     | II miejsce                                               | 0    |          |
| · Mistrzostwo                                                     | III miejsce                                              | 0    |          |
| · Puchar                                                          | zdobywca                                                 | 0    |          |
| · Puchar                                                          | finalista                                                | 0    |          |
| · Puchar                                                          | 1/16 finału                                              | 1    | 1958     |
| II liga                                                           | I miejsce                                                | 0    |          |
| II liga                                                           | II miejsce                                               | 0    |          |
| II liga                                                           | III miejsce                                              | 0    |          |
| Włochy                                                            | Zdobyte trofea w rozgrywkach Włoch (stan na: 31-08-2020) |      |          |

- Serie C (D3):
  - wicemistrz (1x): 1947/48 (P)
  - 3.miejsce (1x): 1955/56

## Struktura klubu

### Stadion
Klub piłkarski rozgrywa swoje mecze domowe na Stadio Carlo Zoboli, w mieście Carbonia o pojemności 3,5 tys. widzów.

### Derby
- ASD Alghero 1945
- Arzachena Academy Costa Smeralda
- Nuorese Calcio 1930
- Olbia Calcio 1905
- Sant'Elena QCU
- US Tempio 1946
- ASD Torres